# Manjung (Sawit)
Manjung is een bestuurslaag in het regentschap Boyolali van de provincie Midden-Java, Indonesië. Manjung telt 2219 inwoners (volkstelling 2010).